# Condado de Decatur (Kansas)
Predefinição:Info/Condado dos Eetados Unidos
O Condado de Decatur é um dos 105 condados do estado americano de Kansas. A sede do condado é Oberlin, e sua maior cidade é Oberlin. O condado possui uma área de 2 316 km² (dos quais 2 km² estão cobertos por água), uma população de 3 472 habitantes, e uma densidade populacional de 2 hab/km² (segundo o censo nacional de 2000). O condado foi fundado em 20 de março de 1873.